# Vjekoslav Grmić
Vekoslav Grmič (ur. 4 czerwca 1923 w Svetim Juriju ob Ščavnici, zm. 21 marca 2005 w Mariborze) – słoweński biskup katolicki, od 1968 do 6 listopada 1980 biskup Mariboru.

## Życiorys
Uczył się w gimnazjum w Mariborze, naukę przerwał jednak wybuch II wojny światowej i okupacja niemiecka Jugosławii. Podczas wojny uczył się w Ptuju. W 1944 roku został zmobilizowany do Wehrmachtu, stacjonował w gminie Gornja Radgona.
Jesienią 1945 roku wstąpił do seminarium duchownego w Lublanie. W 1950 roku z rąk biskupa Maksimilijana Držečnika przyjął święcenia kapłańskie. Po ukończeniu studiów pracował w okolicach Vranska, od 1953 roku pełnił funkcję proboszcza. W 1961 roku uzyskał stopień doktora teologii, pracował jako wykładowca akademicki w Lublanie.
W 1968 roku papież Paweł VI mianował go biskupem pomocniczym Mariboru, pełnił także funkcję dyrektora seminarium duchownego w Mariborze. W latach 1978–1980 pełnił funkcję administratora diecezji Maribor.

## Odznaczenia i wyróżnienia
Źródło:
- Order Republiki (Jugosławia, 1983)
- Srebrny Order Wolności Republiki Słowenii (2002)

Został także uhonorowany tytułem honorowego obywatela Mariboru i Sveti Jurij ob Ščavnici.